# Nishimori Masaaki
Masaaki Nishimori (sinh ngày 12 tháng 3 năm 1985) là một cầu thủ bóng đá người Nhật Bản.

## Sự nghiệp câu lạc bộ
Masaaki Nishimori đã từng chơi cho Roasso Kumamoto, FC Kagoshima, V-Varen Nagasaki và Renofa Yamaguchi FC.